# Ishania aztek
Ishania aztek là một loài nhện trong họ Zodariidae.
Loài này thuộc chi Ishania. Ishania aztek được Rudy Jocqué & Léon Baert miêu tả năm 2002.